# Chirnside
Chirnside är en ort i Storbritannien.   Den ligger i kommunen Scottish Borders och riksdelen Skottland, i den centrala delen av landet, 500 km norr om huvudstaden London. Chirnside ligger 127 meter över havet och antalet invånare är 1 176.
Terrängen runt Chirnside är huvudsakligen platt, men åt nordväst är den kuperad. Runt Chirnside är det ganska glesbefolkat, med 26 invånare per kvadratkilometer. Närmaste större samhälle är Berwick-upon-Tweed, 13,2 km öster om Chirnside. Trakten runt Chirnside består till största delen av jordbruksmark.